# Ernst E. Anderegg
Ernst Emil Anderegg (* 8. Januar 1928 in Unterbach; † 28. Mai 2006 in Meiringen) war ein Schweizer Architekt, dessen Bauten im Berner Oberland das Bauen im alpinen Raum mitprägten.

## Leben und Ausbildung
Ernst E. Anderegg war Sohn eines Hoteliers. Nach der Bauzeichnerlehre in Bern erwarb Anderegg an der Ingenieurschule Burgdorf das Diplom als Architekt HTL. Er bildete sich bei einigen Architekten weiter, zunächst ab 1952 in Paris bei dem Schweizer Denis Honegger, 1953 bis 1957 in den USA, insbesondere bei Frank Lloyd Wright in dessen Ateliers in Arizona und Wisconsin. Nach der Rückkehr in die Schweiz eröffnete er 1957 ein Architekturbüro in Meiringen. In den vier Jahrzehnten seines Bestehens bildete Anderegg, ähnlich wie sein Lehrer Frank Loyd Wright, eine grosse Anzahl von Architekten in einem klassischen Schüler-Meister-Verhältnis aus, die seine Auffassung und seinen Anspruch transportierten.
Anderegg war Mitglied des SIA und des BSA, insbesondere engagierte er sich, neben vielen Ortsbildplanungen, aber auch in der kantonalbernischen Natur- und Heimatschutzkommission, beriet den Berner Heimatschutz. Bekannt wurden auf diesem Gebiet insbesondere auch sein Masterplan und die Infrastrukturbauten des Freilichtmuseums Ballenberg.

### Werk
Anderegg bezog sich in seinem Werk, das unter anderem aus etwa 80 Einfamilien- und Ferienhäusern und daneben aus Bauten für die öffentliche Hand (Schwimmbäder, Schulen, Sport-Infrastruktur) besteht, stark auf die Lehre von Wright. Zu nennen sind beispielsweise gleich zu Beginn seiner Karriere das Haus Alexander in Hasliberg (1958) und das Ferienhaus Hommel in Innertkirchen (1962). Anderegg definierte 1971 als seine Gegenposition zum gefälligen Chalet-Bau, den er als «Anpassung an das Angepasste» sah: 

«Ich versuche, meine Bauten immer in die Landschaft einzufügen. Zwischen ‹anpassen› und ‹einfügen› besteht ein grosser gefährlicher Unterschied. Die umgebende Landschaft muss für den Architekten immer eine grosse Herausforderung sein, ein konstanter Wert, welcher keinen Zeitströmungen, wie heftig sie auch immer sein mögen, unterworfen ist. Im Laufe der Zeit jedoch sieht der Mensch die Landschaft immer wieder neu, der Architekt versucht, sie mit seinem Können und mit den ihm zur Verfügung stehenden Mitteln zu interpretieren.»

Anderegg verknüpfte dabei die Formensprache des Haslitaler Bauernhauses oder, allgemeiner, des Berner Oberlandes, mit zeitgemässen Konstruktionsmethoden – etwa die grossen, raumgreifenden Dächer mit der Konstruktion aus Brettschichtträgern im Hallenbad von Gstaad oder bei den Bauten auf dem Jungfraujoch, dem Gipfelrestaurant Top of Europe. Bei allem regionalen Bezug kam es ihm darauf an, die Bauten einzufügen und nicht anzupassen – dabei entwickelte er das Haus von innen nach aussen, indem er oft einen originellen Entwurfsgedanken, eine Raumidee herausarbeitete und zum Tragen brachte. Dabei kam es immer auf den Bezug zur umgebenden Landschaft an, zur Topologie also und zu den Sichtbezügen.

## Werke (Auswahl)
- Haus Alexander, Hasliberg 1958
- Ferienhaus Hummel, Innertkirchen 1962
- Siedlung Stein, Meiringen 1963
- Haus Glatthard, Meiringen 1965
- Haus Bösiger, Niedermuhlern 1965
- Wohnsiedlung Klostern, Steffisburg 1966
- Ecole d'Humanité (3 Häuser), Hasliberg Goldern 1969
- Haus Lohr, Maloja 1969
- Haus Beck, Rüeggisberg 1970
- Haus Schweizer, Hasliberg 19
- Wohnsiedlung KWO, Meiringen 1974[8]
- Hallenbad, Gstaad 1972
- Ferienhaus Schnider, Zermatt 1974
- Kirchgemeindehaus, Gstaad 1977
- Haus Riederer, Eschenbach 1978
- Bergrestaurant Mägisalp, Hasliberg 1981
- Haus Willi, Meiringen / Willigen 1982
- Haus Mangold, Lugnorre 1986
- Haus Schmidlin, Aeschlen 1987
- Bergrestaurant Winteregg, Mürren 1987
- Kraftwerk, Spiez 1987
- Berghaus Jungfraujoch, Grindelwald 1981–87
- Haus Schwittter, Oberägeri 1989
- Altersheim, Lenk 1989
- Altersheim, Sigriswil 1990
- Sekundarschulhaus, Erlenbach 1990
- Haus Finger, Thun 1992
- Kraftwerk, Kandergrund 1992
- Haus Murer, Beckenried 1993
- Ferienzentrum Schweizerische Reisekasse, Hasliberg 1994
- Sphinxausbau, Jungfraujoch 1994–95
- Migros, Interlaken 2002[9]

## Belege
1. ↑  Daniel Wolf: Alpine Architektur als angewandte Kunst. Zum Gedenken an Ernst E. Anderegg, 1928–2006, Meiringen. In: Jungfrauzeitung. Abgerufen am 11. September 2015.
2. ↑  E.A. (= Ernst Anderegg): Wohnhaus im Berner Oberland. 1958, Architekt Ernst E. Anderegg, Meiringen. In: Das Werk. Band 47, Nr. 12. Werk Verlag, Zürich 1960, doi:10.5169/seals-36836.
3. ↑  N.N.: Bauen in den Bergen. Tendenzen. In: Das Werk. Band 4, Nr. 56. Werk Verlag, Zürich 1969, S. 247, doi:10.5169/seals-87315.
4. ↑  Silvia Kugler, Ernst E. Anderegg: Natürliche Architektur. In: Das ideale Heim. Band 45, Nr. 8. Schönenberger, Zürich 1971, S. 11.
5. ↑  N.N.: Hallenbad Gstaad BE. Planung und Bauleitung Architektengemeinschaft Ernst E. Anderegg und M. Schweizer. In: Bund Schweizer Architekten (Hrsg.): Werk. Band 60, Nr. 7. Werk Verlag, Zürich 1973, S. 855–857, doi:10.5169/seals-87586.
6. ↑  Ernst E.Anderegg: Von der Idee zum Projekt. Die Neubauten auf dem Jungfraujoch. In: SIA (Hrsg.): Schweizer Ingenieur und Architekt. Band 105, Nr. 30–31, 1987, S. 893–895, doi:10.5169/seals-76659.
7. ↑  Daniel Wolf: Ernst E. Anderegg. 1928–2006. In: Bund Schweizer Architekten (Hrsg.): Werk, Bauen + Wohnen. Band 93, Nr. 10. Werk Verlag, Zürich 2006, S. 64 f. (online [abgerufen am 11. September 2015]).
8. ↑  Wohnsiedlung KWO in www.architekturbibliothek.ch
9. ↑  Migros in www.architekturbibliothek.ch

| Personendaten    | Personendaten                                              |
| ---------------- | ---------------------------------------------------------- |
| NAME             | Anderegg, Ernst E.                                         |
| ALTERNATIVNAMEN  | Anderegg, Ernst; Anderegg, Ernst Emil (vollständiger Name) |
| KURZBESCHREIBUNG | Schweizer Architekt                                        |
| GEBURTSDATUM     | 8. Januar 1928                                             |
| GEBURTSORT       | Meiringen                                                  |
| STERBEDATUM      | 28. Mai 2006                                               |
| STERBEORT        | Meiringen                                                  |